# Disperis johnstonii
Disperis johnstonii Rchb.f. ex Rolfe, 1898 è una pianta appartenente alla famiglia delle Orchidacee, diffusa nell'Africa subsahariana.

## Descrizione
È una pianta erbacea geofita bulbosa con fusti alti sino a 15 cm, portanti 2 o 3 foglie coriacee, di forma da ovata a lanceolata, con disposizione alterna.
 
I fiori, da 2 a 5, sono bianchi, con marcature gialle o rosa, e sono caratterizzati da sepali laterali, lunghi 8–14 mm e larghi 4.5–7 mm, dotati di sperone, mentre il sepalo mediano, lungo 8–11 mm, si fonde con i petali per formare un cappuccio poco profondo e ricurvo, che ricopre il gimnostemio; il labello è riflesso, ristretto per parte della sua lunghezza prima di espandersi in una porzione apicale più o meno arrotondata. Fiorisce da febbraio a settembre.

## Distribuzione e habitat
L'areale di D. johnstonii abbraccia buona parte dell'Africa tropicale (Mali, Nigeria, Togo, Camerun, Congo, Repubblica Democratica del Congo, Etiopia, Tanzania, Malawi, Zambia, Zimbabwe), estendendosi al sud sino alle coste settentrionali del Sudafrica, ove è presente in poche stazioni nel KwaZulu-Natal ed è considerata una specie prossima alla minaccia di estinzione (Near Threatened).
Predilige suoli ricchi di humus o sabbiosi delle foreste di miombo a prevalenza di Brachystegia spp. e Uapaca spp., da 500 a 2000 m di altitudine.